# Quirin von Leitner

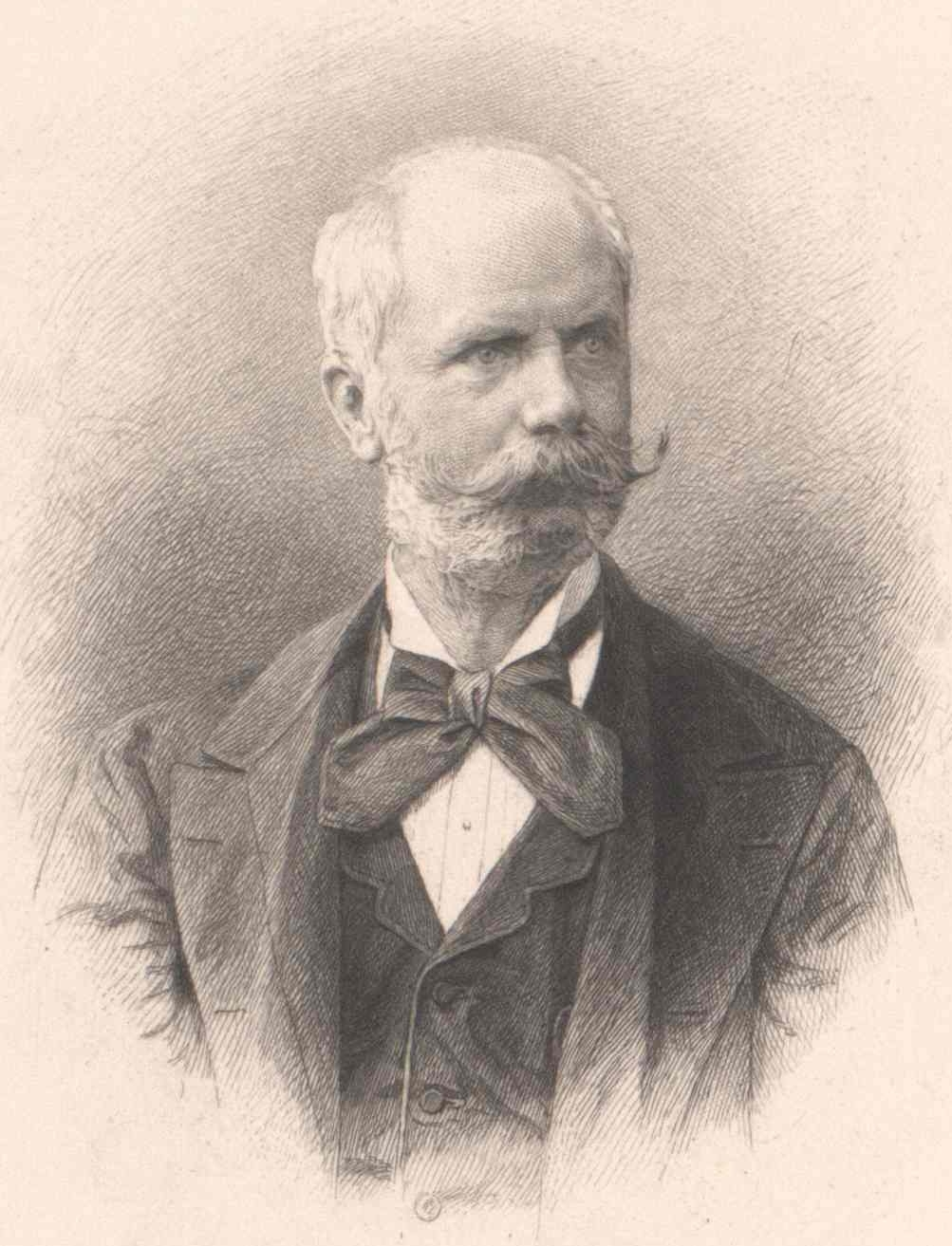
Quirin Ritter von Leitner

Quirin Ritter von Leitner (* 4. Juni 1834 in Klaj bei Niepolomitz, Galizien; † 23. Juli 1893 in Wien) war ein österreichischer Historiker und Waffenkundler.

## Leben
Quirin von Leitner wurde in eine k. k. Offiziersfamilie hineingeboren und schlug selbst diese soldatische Laufbahn ein. 1848 kam er aus der Grazer Kadettenkompanie zum Infanterie-Regiment Edler von Pokorny Nr. 25, bei welchem er 1859 zum Oberleutnant befördert wurde. Im gleichen Jahr nahm er am österreichischen Feldzug gegen Italien teil. In weiterer Folge wurde Leitner militärisch vielseitig verwendet, so 1857 bis 1859 beim Generalquartiermeisterstab, beim Grenzregulierungskommando des Königreichs Lombardo-Venetien, 1859 beim Militärgeographischen Institut, 1861 beim Landesbeschreibungs- und kriegsgeschichtlichen Bureau; 1866 wurde er zum Infanterie-Regiment von Boroevic Nr. 51 versetzt, wo er auch zum Hauptmann befördert wurde.
In den Jahren von 1861 bis 1864 arbeitete Leitner an seinem Bilderwerk Gedenkblätter aus der Geschichte des k. k. Heeres vom Beginn des dreißigjährigen Krieges bis auf unsere Tage, welches das besondere Interesse des Kaisers erregte. 1865 wurde Leitner für dieses Werk mit dem Österreichischen Ehrenzeichen für Kunst und Wissenschaft (literis et artibus) ausgezeichnet.
1865 wurde Quirin von Leitner von Kaiser Franz Joseph I. beauftragt, das Freskenprogramm für die Ruhmeshalle des neu errichteten k. k. Hofwaffenmuseum (heute: Heeresgeschichtliches Museum) auszuarbeiten, welches dann von dem Historienmaler Karl von Blaas ausgeführt werden sollte. Nachdem er am 6. September 1865 das Programm zur kaiserlichen Zufriedenheit vorgelegt hatte, begann er damit, die Sammlungsbestände des Hofwaffenmuseums wissenschaftlich neu zu ordnen und zu katalogisieren. Im Zuge dessen trennte er anhand der entsprechenden Provenienzen die Sammlungsobjekte in Eigentum des Hofes (ehemals kaiserliche Harnisch- und Waffenkammer oder Schatzkammer) und Eigentum des Militärärars (Kommiswaffen, Beutestücke und Schenkungen). Diese Trennung in Hof- und Staatseigentum wurde in weiterer Folge von einer Kommission des Kriegsministeriums geprüft und als korrekt anerkannt. Nicht zuletzt durch diese Verdienste wurde Quirin von Leitner vom Militär- in den Hofdienst übernommen; weiters wurde ihm 1869 die Leitung des Hofwaffenmuseums übertragen.
Ab dem Jahr 1870 begann eine rege publizistische Tätigkeit Leitners: Unter Verwendung archivalischen Materials und vergleichende Studien an anderen Sammlungen begann er die Zuschreibungen und die Namen der Meister zu erforschen. In den Wintermonaten 1872/73 führte er eine Neuaufstellung der Waffensammlung des bürgerlichen Zeughauses Am Hof durch, wofür er mit der goldenen Salvatormedaille ausgezeichnet wurde. Auch um die wissenschaftliche Umgestaltung der Sammlung in der Schatzkammer machte sich Leitner zu dieser Zeit verdient. In den Jahren von 1873 bis 1875 gelang es ihm, alle kunsthistorischen Sammlungen, einschließlich der Bestände auf Schloss Ambras in Tirol, zu einem wissenschaftlichen und administrativen Ganzen zu koordinieren. Abgeschlossen wurde diese beträchtliche Aufgabe mit einer Generalinventur und Neuorganisation im Jahre 1875.
In weiterer Folge widmete sich Leitner der Publikation des Jahrbuchs der Kunsthistorischen Sammlungen des Allerhöchsten Kaiserhauses, welche er 1881 begründete. 1885 wurde er zum Hofrat ernannt, im gleichen Jahr wurde er auch Mitglied eines Komitees unter dem Vorsitz von Kronprinz Rudolf und Erzherzog Wilhelm, dem die Bildung und weitere Ausgestaltung des Hofwaffenmuseums oblag.
Im Sommer 1893 starb Qurin von Leitner in Wien.

## Publikationen (Auswahl)
- Gedenkblätter aus der Geschichte des k. k. Heeres vom Beginn des dreißigjährigen Krieges bis auf unsere Tage, 1861–1864
- Die Waffensammlung des österreichischen Kaiserhauses im K. K. Artillerie-Arsenal-Museum in Wien, Wien, 1866–1870
- Notizen zu den Gedenkblättern aus der Geschichte des k. k. Heeres, Wien und Pest, 1868
- Katalog der Sammlungen der Schatzkammer des Allerhöchsten Kaiserhauses in der K.K. Hofburg zu Wien, Wien, um 1869
- Die hervorragendsten Kunstwerke der Schatzkammer des österreichischen Kaiserhauses, Wien, Holzhausen, 1870–1873
- Die Schatzkammer des allerhöchsten Kaiserhauses beschrieben von Quirin von Leitner. Katalog der Sammlungen der Schatzkammer des Allerhöchsten Kaiserhauses in der K. K. Hofburg zu Wien, Wien 1878
- Freydal. Des Kaisers Maximilian I. Turniere und Mummereien herausgegeben mit Allerhöchster Genehmigung Seiner Majestät des Kaisers Franz Joseph I. unter der Leitung des k.k. Oberstkämmerers, Feldzeugmeisters Franz Grafen Folliot de Crenneville, Wien, Holzhausen, 1880–1882
- Jahrbuch der kunsthistorischen Sammlungen des allerhöchsten Kaiserhauses, ab 1881